# Comunicações dos Estados Unidos

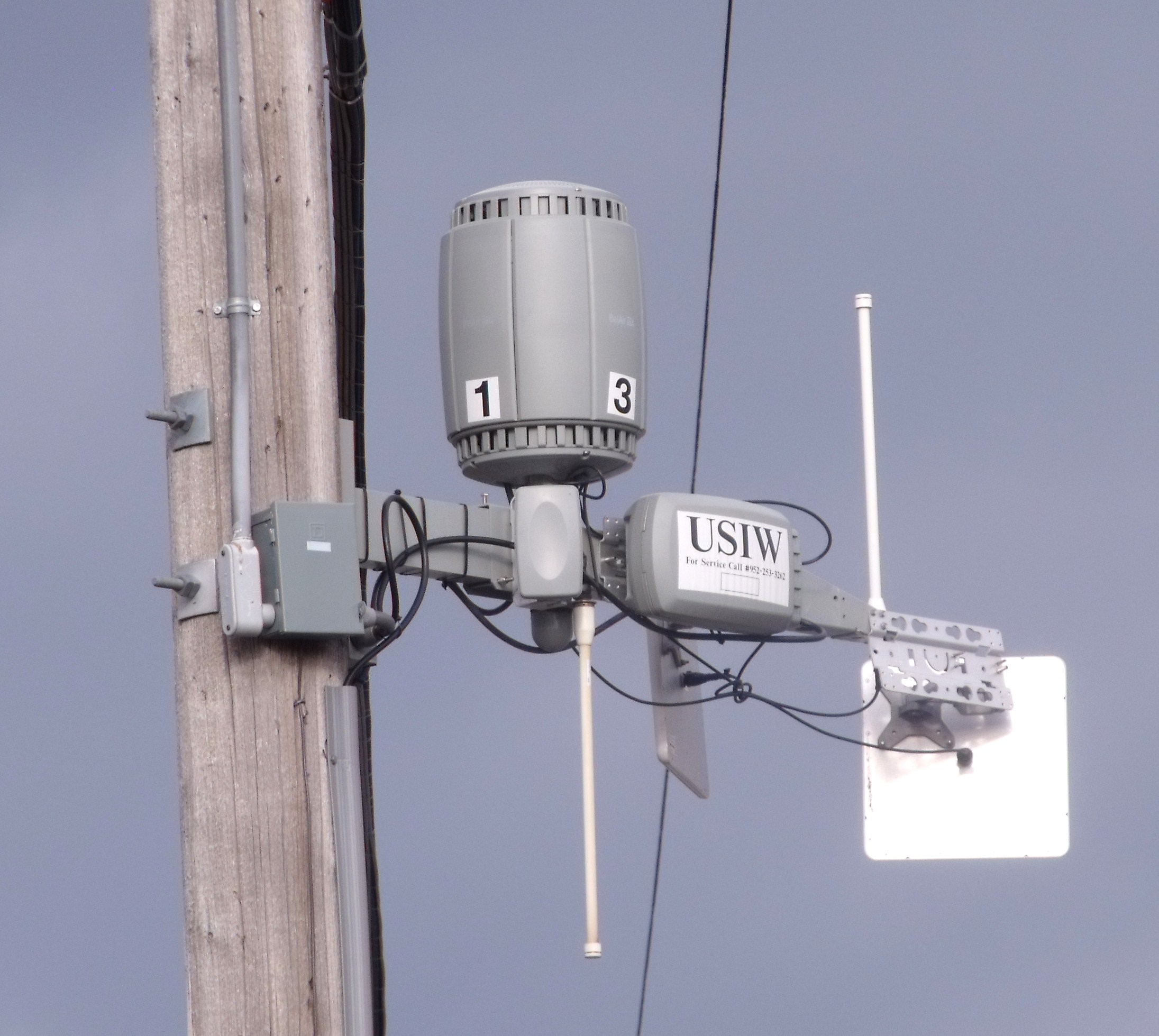
Um roteador de internet sem fio, parte da rede de internet de banda larga sem fio de Minneapolis, Minnesota, operada pela Internet dos EUA.

O controlador primário das telecomunicações dos Estados Unidos é a Federal Communications Commission, que regula todos os serviços relacionados com telecomunicações. A indústria da internet nos Estados Unidos porém é muito menos regulada do que outras indústrias relacionadas com o setor de telecomunicação, por causa de agressivos programas de lobby. São publicados diaramente no Estados Unidos cerca de 60 milhões de jornais. No país, são publicados milhares de jornais diários ou semanais. Existem também no país milhares de estações de rádio e televisão. Praticamente toda residência americana possui uma rádio, e aproximadamente 93% das pessoas com cinco anos ou mais de idade possuem ao menos uma televisão ou mais.

## Estatísticas
- Telefones: 178 milhões (1999)
- Telefones celulares: mais de 100 milhões
- Sistema telefônico:
  - Doméstico: Extensivo sistema de fibras ópticas, microondas, rádio, cabos coaxiais e satélites domésticos, bem como um sistema de telefones celulares em rápido crescimento.
  - Internacional: 24 cabos submarinos, estações receptoras terrestres - 61 Intelsat (45 no Oceano Atlântico e 16 no Oceano Pacífico), 5 Intersputnik (região do Oceano Atlântico),  e 4 Inmarsat (tanto o Atlântico como o Pacífico).
- Estações de rádio: AM, 432; FM, 1 527; Ondas curtas, 6 (2003)
- Rádios: 575 milhões (1997)
- Estações de rádio: 4 757 AM e 6 231 FM
- Estações de televisão: 9 024 - 128 primários e 1 328 transmissores (2003)
- Televisões: 219 milhões (1997)
- Fornecedores de serviço de internet: 7 600
- Códigos nacionais: US